# Dvorska (Chorwacja)
Dvorska – wieś w Chorwacji, w żupanii virowiticko-podrawskiej, w gminie Suhopolje. W 2011 roku liczyła 15 mieszkańców.